# Languidic
Languidic település Franciaországban, Morbihan megyében. Lakosainak száma 8046 fő (2022. január 1.). Languidic Quistinic, Baud, Pluvigner, Landévant, Nostang, Brandérion, Kervignac, Hennebont, Inzinzac-Lochrist és Lanvaudan községekkel határos.
Vasútállomása: Gare de Baud.

## Népesség
A település népességének változása:
| Lakosok száma | 5326 | 5847 | 6350 | 7076 | 7562 | 7772 | 7971 | 8064 | 8047 | 8046 |
|               | 1968 | 1982 | 1990 | 2006 | 2013 | 2015 | 2017 | 2019 | 2020 | 2022 |